# وودفيل (مسيسيبي)
وودفيل (بالإنجليزية: Woodville, Mississippi)‏ هي بلدة تقع في مقاطعة ويلكنسون (ميسيسيبي) بولاية مسيسيبي في الولايات المتحدة. تبلغ مساحتها 2.8 (كم²)، وترتفع عن سطح البحر 123 م، بلغ عدد سكانها 1192 نسمة في عام 2000 حسب إحصاء مكتب تعداد الولايات المتحدة وتصل الكثافة السكانية فيها 429.3 نسمة/كم2.

## التركيبة السكانية
حدّد مكتب تعداد الولايات المتحدة بيانات التركيبة السكانية لوودفيل في تعداد الولايات المتحدة. في ما يلي، التركيبة السكانية حسب تعدادي 2000 و2010.

### تعداد عام 2000
بلغ عدد سكان وودفيل 1,192 نسمة بحسب تعداد عام 2000، وبلغ عدد الأسر 474 أسرة وعدد العائلات 323 عائلة مقيمة في البلدة. في حين سجلت الكثافة السكانية 444.8 نسمة لكل كيلومتر مربع (1,152.0/ميل2). وبلغ عدد الوحدات السكنية 569 وحدة بمتوسط كثافة قدره 212.3 لكل كيلومتر مربع (549.9/ميل2).
وتوزع التركيب العرقي للبلدة بنسبة 24.50% من البيض و74.58% من الأمريكيين الأفارقة و0.92% من عرقين مختلطين أو أكثر و0.67% من الهسبانيون أو اللاتينيون من أي عرق.
بلغ عدد الأسر 474 أسرة كانت نسبة 41.1% منها لديها أطفال تحت سن الثامنة عشر تعيش معهم، وبلغت نسبة الأزواج القاطنين مع بعضهم البعض 32.3% من أصل المجموع الكلي للأسر، ونسبة 29.3% من الأسر كان لديها معيلات من الإناث دون وجود شريك، بينما كانت نسبة 6.5% من الأسر لديها معيلون من الذكور دون وجود شريكة وكانت نسبة 31.9% من غير العائلات. تألفت نسبة 30.2% من أصل جميع الأسر من عدة أفراد يعيشون في نفس المنزل ونسبة 14.3% كانت تتألف من شخص يعيش بمفرده يبلغ من العمر 65 عاماً أو أكثر. وبلغ متوسط حجم الأسرة المعيشية 2.50، أما متوسط حجم العائلات فبلغ 3.11.
بلغ العمر الوسطي للسكان 36.3 عاماً. وكانت نسبة 29.3% من القاطنين تحت سن الثامنة عشر، وكانت نسبة 7.6% بين الثامنة عشر والرابعة والعشرين عاماً، ونسبة 24.9% كانت واقعةً في الفئة العمرية ما بين الخامسة والعشرين والرابعة والأربعين عاماً، ونسبة 22% كانت ما بين الخامسة والأربعين والرابعة والستين، ونسبة 15.5% كانت ضمن فئة الخامسة والستين عاماً فما فوق. يوجد لكل 100 أنثى 85.1 ذكر، ويوجد لكل 100 أنثى في الثامنة عشر من عمرها فما فوق 72.7 ذكر.
بلغ متوسط دخل الأسرة في البلدة 16,176 دولارًا، أما متوسط دخل العائلة فبلغ 19,000 دولارًا. وكان متوسط دخل الذكور 32,292 دولارًا مقابل 18,333 دولارًا للإناث. وسجل دخل الفرد الخاص بالبلدة 13,590 دولارًا. وكانت نسبة 38% من العائلات ونسبة 37.5% من السكان تحت خط الفقر، وكان من هؤلاء نسبة 47.4% تحت سن الثامنة عشر ونسبة 38.8% في الخامسة والستين من العمر وما فوق.

### تعداد عام 2010
بلغ عدد سكان وودفيل 1,096 نسمة بحسب تعداد عام 2010، وبلغ عدد الأسر 442 أسرة وعدد العائلات 270 عائلة مقيمة في البلدة. في حين سجلت الكثافة السكانية 409 نسمة لكل كيلومتر مربع (1,059.3/ميل2). وبلغ عدد الوحدات السكنية 518 وحدة بمتوسط كثافة قدره 193.3 لكل كيلومتر مربع (500.6/ميل2).
وتوزع التركيب العرقي للبلدة بنسبة 22.99% من البيض و75.73% من الأمريكيين الأفارقة و0.55% من الأمريكيين الأصليين و0.73% من عرقين مختلطين أو أكثر و0.82% من الهسبانيون أو اللاتينيون من أي عرق.
بلغ عدد الأسر 442 أسرة كانت نسبة 29.9% منها لديها أطفال تحت سن الثامنة عشر تعيش معهم، وبلغت نسبة الأزواج القاطنين مع بعضهم البعض 29.9% من أصل المجموع الكلي للأسر، ونسبة 26.9% من الأسر كان لديها معيلات من الإناث دون وجود شريك، بينما كانت نسبة 4.3% من الأسر لديها معيلون من الذكور دون وجود شريكة وكانت نسبة 38.9% من غير العائلات. تألفت نسبة 34.8% من أصل جميع الأسر من عدة أفراد يعيشون في نفس المنزل ونسبة 15.2% كانت تتألف من شخص يعيش بمفرده يبلغ من العمر 65 عاماً أو أكثر. وبلغ متوسط حجم الأسرة المعيشية 2.45، أما متوسط حجم العائلات فبلغ 3.23.
بلغ العمر الوسطي للسكان 42.3 عاماً. وكانت نسبة 22.4% من القاطنين تحت سن الثامنة عشر، وكانت نسبة 10.2% بين الثامنة عشر والرابعة والعشرين عاماً، ونسبة 21.8% كانت واقعةً في الفئة العمرية ما بين الخامسة والعشرين والرابعة والأربعين عاماً، ونسبة 28.6% كانت ما بين الخامسة والأربعين والرابعة والستين، ونسبة 16.9% كانت ضمن فئة الخامسة والستين عاماً فما فوق. وتوزع التركيب الجنسي للسكان بنسبة 47.3% ذكور و52.7% إناث.

## أعلام
- رودولف ماثيوز
- هنري سميث فان إيتون
- جوزيف ر. ديفيس

## وصلات خارجية
- The US50 - Cities and Towns in Mississippi State
- Mississippi Cities and Towns, Facts, Map, Flag, Colleges, Government, and More